# Mammals of Africa
Mammals of Africa est une collection en six volumes sur les mammifères continentaux africains. Publié en 2013, la collection qui a pour éditeurs Jonathan Kingdon, David Happold, Thomas Butynski, Michael Hoffmann, Meredith Happold et Jan Kalina fait la description de 1 160 espèces réparties en 16 ordres.

## Volumes publiés
- Volume I : Introduction et Afrothériens – éditeurs : Jonathan Kingdon, David Happold, Thomas Butynski, Michael Hoffmann, Meredith Happold et Jan Kalina (352 pages,  (ISBN 9781408122518))
- Volume II : Primates – éditeurs : Thomas M. Butynski, Jonathan Kingdon et Jan Kalina (560 pages,  (ISBN 9781408122525))
- Volume III : Rongeurs, lapins et lièvres – éditeur : David C.D. Happold (784 pages,  (ISBN 9781408122532))
- Volume IV : Erinaceinae (hérissons), Soricidae (musaraignes) et Chauves-souris – éditeurs : Meredith Happold et David C.D. Happold (800 pages,  (ISBN 9781408122549))
- Volume V : Carnivores, pangolins, Équidés et Rhinocéros – éditeurs : Jonathan Kingdon et Michael Hoffmann (560 pages,  (ISBN 9781408122556))
- Volume VI : Suidés (cochons, sangliers), Hippopotames, Chevrotains, Giraffidés et Ruminants – éditeurs : Jonathan Kingdon et Michael Hoffmann (704 pages,  (ISBN 9781408122563))